# Гренада на літніх Олімпійських іграх 1992
Гренада на літніх Олімпійських іграх 1992 року в Барселоні (Іспанія) взяла участь втретє за свою історію. Країну представляли 4 спортсменів (3 чоловіки та 1 жінка), які брали участь у змаганнях з легкої атлетики. Країна не завоювала жодної медалі.

## Легка атлетика
Трекові і шосейні дисципліни
| Спортсмен       | Дисципліна             | Кваліфікація/ гіт | Кваліфікація/ гіт | Чвертьфінал | Чвертьфінал | Півфінал   | Півфінал   | Фінал      | Фінал      |
| Спортсмен       | Дисципліна             | Результат         | Місце             | Результат   | Місце       | Результат  | Місце      | Результат  | Місце      |
| --------------- | ---------------------- | ----------------- | ----------------- | ----------- | ----------- | ---------- | ---------- | ---------- | ---------- |
| Габріель Сімеон | біг на 100 м, чоловіки | 11,10             | 64                | не пройшов  | не пройшов  | не пройшов | не пройшов | не пройшов | не пройшов |
| Делон Фелікс    | біг на 400 м, чоловіки | 47,39             | 47                | не пройшов  | не пройшов  | не пройшов | не пройшов | не пройшов | не пройшов |
| Шермейн Росс    | біг на 400 м, жінки    | 55,39             | 36                | не пройшла  | не пройшла  | не пройшла | не пройшла | не пройшла | не пройшла |

Польові дисципліни
| Спортсмен     | Дисципліна                  | Кваліфікація | Кваліфікація | Фінал      | Фінал      |
| Спортсмен     | Дисципліна                  | Результат    | Місце        | Результат  | Місце      |
| ------------- | --------------------------- | ------------ | ------------ | ---------- | ---------- |
| Оджин Лікоріш | стрибки у довжину, чоловіки | 7,60         | 13           | не пройшов | не пройшов |